# Bethan Forrow
Bethan Forrow, née le 4 mai 2001 à Hatfield, est une céiste britannique pratiquant le slalom
. 

## Palmarès

### Championnats du monde
- 2018 à Rio de Janeiro
  -  Médaille d'or en équipe 3xC1

### Championnats d'Europe
- 2018 à Prague
  -  Médaille d'or en équipe 3xC1